# Motorvision
Motorvision é um home video pela banda estado-unidense de rock alternativo Soundgarden. Foi lançado em 17 de novembro de 1992.

## Faixas
1. "Searching with My Good Eye Closed"
2. "Rusty Cage"
3. "Outshined"
4. "Little Joe"
5. "Mind Riot"
6. "Room a Thousand Years Wide"
7. "Jesus Christ Pose"
8. "Slaves & Bulldozers"
  - Inclui letras da música "Alive" do Pearl Jam.

## Créditos
- Chris Cornell – vocais, guitarra
- Kim Thayil – guitarra
- Ben Shepherd – contrabaixo
- Matt Cameron – bateria
- Kevin Kerslake – direção

## Posições nas paradas
| Parada (1993)       | Posição |
| ------------------- | ------- |
| US Top Music Videos | 25      |